# Hobo (album)
Pour l'article sur les travailleurs itinérants sans domicile fixe, voir Hobo.
Albums de Charlie Winston
Make Way
(2007) Running Still
(2011)
Hobo est le premier album officiel de Charlie Winston, sorti le 26 janvier 2009.

## Liste des chansons
| No  | Titre                         | Durée |
| --- | ----------------------------- | ----- |
| 1.  | In Your Hands                 | 3:51  |
| 2.  | Like a Hobo                   | 3:39  |
| 3.  | Kick the Bucket               | 2:39  |
| 4.  | I Love Your Smile             | 4:39  |
| 5.  | My Life as a Duck             | 3:41  |
| 6.  | Boxes                         | 4:41  |
| 7.  | Calling Me                    | 4:38  |
| 8.  | Tongue Tied                   | 4:41  |
| 9.  | Soundtrack to Falling in Love | 4:52  |
| 10. | Generation Spent              | 4:18  |
| 11. | Every Step                    | 3:40  |
| 12. | My Name                       | 4:28  |

## Fiche de production

### Interprètes
- Charlie Winston : chant, guitare acoustique, piano, claviers, beatbox, percussions, tin whistle, chœurs
- Benjamin 'Ben Henry' Edwards : harmonica, dulcimer, percussions
- Medi : batterie, chœurs
- Daniel Marsala : basse, chœurs
- Jamie Morrison : batterie, percussions
- Ross Hughes : basse
- Saul Isenberg : percussions
- Smokey Hormel : guitares
- Vashti Anna : chant
- Liza Manili : chant
- Gemma Fuller : trompette
- Sam Pierce : instrument à vent
- John Spanyol : trombone
- Ed Halinan : tuba
- Tom Norris : violon
- Daniel Keane : violoncelle
- Ian Birdge : violoncelle
- Oli Langford : violon, viola
- Martha Mooke : viola
- Gregor Kitzis : violon
- Paul Woodiel : violon
- Matt Groeke : violoncelle

## Classements
| Classement (2009-2010)       | Meilleure position |
| ---------------------------- | ------------------ |
| Allemagne (Media Control AG) | 16                 |
| Autriche (Ö3 Austria Top 40) | 57                 |
| Belgique (Wallonie Ultratop) | 3                  |
| France (SNEP)                | 1                  |
| Grèce (IFPI)                 | 12                 |
| Suisse (Schweizer Hitparade) | 9                  |

| Classement (2009)            | Position |
| ---------------------------- | -------- |
| Belgique (Wallonie Ultratop) | 10       |
| France (SNEP)                | 3        |
| Suisse (Schweizer Hitparade) | 51       |

## Certifications
| Pays     | Certification |
| -------- | ------------- |
| Belgique | Or            |